# Potters Brook
Potters Brook (do 26 marca 1976 Potter Brook) – strumień (brook) w kanadyjskiej prowincji Nowa Szkocja, w hrabstwie Pictou, płynący w kierunku zachodnim i uchodzący do East River of Pictou; nazwa Potter Brook urzędowo zatwierdzona 22 marca 1926.